# دولنی بویانوویتسه
دولنی بویانوویتسه (به چکی: Dolní Bojanovice) یک منطقهٔ مسکونی در جمهوری چک است که در ناحیه هودونین واقع شده‌است. دولنی بویانوویتسه ۱۹٫۹۲ کیلومتر مربع مساحت و ۲٬۹۹۵ نفر جمعیت دارد و ۱۷۸ متر بالاتر از سطح دریا واقع شده‌است.